# Otto Freiherr von Feury
Otto Emil Friedrich Josef Cajetan Freiherr von Feury (né le 27 décembre 1906 à Munich et mort le 27 mars 1998 à Thailing près d'Ebersberg) est un homme politique allemand de la CSU et fonctionnaire paysan.

## Famille
Otto von Feury est le fils de Friedrich Wilhelm von Feury et d'Ida née von Hirsch auf Planegg (de) Son père Friedrich est un trésorier royal bavarois et est tombé en tant que commandant de bataillon du régiment d'infanterie du Corps royal bavarois (de) dans l'une des premières grandes batailles de la Première Guerre mondiale le 12 août 1914 à Badonviller en Lorraine. Son grand-père Otto et son arrière-grand-père Cajetan sont également officiers dans l'armée bavaroise. Sa mère Ida vient d'une famille juive de banque de Franconie.
Il a deux sœurs; Irene-Marie est mariée à Georg Robert Graf von Deym, baron von Střítež et sa sœur Isabelle, décédée jeune.
Otto von Feury est un catholique romain. Il est marié à Paula Maria née Mayer (1930) et a trois enfants (Otto Cajetan, Isabella, Cornelia).

## Biographie
Diplômé de l'Alten Realgymnasium de Munich (de), Otto von Feury étudie le droit et l'économie de 1926 à 1931 (diplômé en 1931) à l'Université Johann Wolfgang Goethe de Francfort-sur-le-Main. Il fait du bénévolat chez le grossiste en fer à Francfort-sur-le-Main et à la Bayerische Vereinsbank à Munich. En 1930, il effectue un stage à la London and Eastern Tradebank à Londres et en 1931 à la Société des Nations à Genève. De 1931 à 1935, il travaille à la Bayerische Vereinsbank. En même temps, il reprend la propriété de son père Thailing en 1933, qu'il dirige à plein temps à partir de 1935.
Après la fin de la guerre en 1946, Feury devient président de district de l'Association des agriculteurs bavarois (de). À partir de 1949, il est le vice-président du district de l'association de Haute-Bavière. De 1955 à 1977, il est président de l'Association des agriculteurs bavarois, puis président d'honneur. Il rejoint le conseil d'administration de l'Association des agriculteurs allemands, qu'il forme jusqu'en 1959 avec Edmund Rehwinkel (de) et Bernhard Bauknecht (de). Il est également membre de la direction de l'élevage et des courses de pur-sang à Cologne. En 1957, il devient membre du conseil d'administration de la Bayerische Raiffeisen -Zentralkasse et du courtage de marchandises bavarois des coopératives agricoles.
Le 27 mars 1998, il meurt à Thailing, un quartier de Steinhöring.

## Politique
C'est en grande partie grâce à Otto von Feury que l'arrondissement d'Ebersberg a pu continuer d'exister lors de la réforme territoriale de 1972 - aux dépens de l'arrondissement de Wasserburg am Inn (de), qui est divisé en différents quartiers. De 1978 à 1990, il est directeur adjoint de l'arrondissement d'Ebersberg.

## Parti politique
Feury rejoint la CSU après la Seconde Guerre mondiale, dont il est membre depuis 1949. En 1952, il est passé au conseil exécutif de la CSU; jusqu'après 1970, il est le premier ou le deuxième secrétaire de la CSU.

## Parlementaire
À partir de 1946, Otto von Feury est membre du conseil d'arrondissement. De 1950 à 1978, il a est membre du Landtag de Bavière. Il est député du Bundestag depuis les élections fédérales de 1957 jusqu'au 31 décembre 1957.

## Honneurs
- Commandeur (1969) Grand officier (1973) Grand commandeur (1977) de l'ordre du Mérite de la République fédérale d'Allemagne[4]
- Ordre bavarois du Mérite
- Insigne d'or d'honneur et médaille Andreas Hermes de l'Association des agriculteurs allemands
- Épi d'or et la médaille Fridolin Rothermel (de) de l'Association des agriculteurs bavarois (de)
- Médaille de la constitution bavaroise (or; argent)
- Médaille d'État d'or pour les services à l'agriculture bavaroise
- Homonyme des rues de Steinhöring et d'Ebersberg